# آپوپلکسی
آپوپلکسی (انگلیسی: Apoplexy؛ ‏ از یونانی باستان  ἀποπληξία (آپوپلکسیا) «یک حمله ناگهانی») به معنای خونریزی در اعضای داخلی بدن و علائم همراه است. به عنوان مثال، آپوپلکسی تخمدان به معنای خونریزی داخلی در تخمدان است. این واژه را در گذشته در معنایِ سکته به کار می‌بردند. امروزه، کارکنان حرفه‌ای حوزه سلامت و درمان، از این واژه استفاده نمی‌کنند و به‌جای آن محل آناتومیک خونریزی را بیان می‌کنند، مثلاً خونریزی مغزی، خونریزی تخمدان، یا خونریزی هیپوفیز.
معنای غیررسمی یا استعاره‌ای واژهٔ آپوپلکسی، سهمگین، خروشان یا سکته‌ای است، به‌ویژه هنگامی که به صورت «آپوپلکتیک» بیان می‌شود.
در گذشته‌های دور، به همهٔ انواع سکته‌های قلبی، سکته‌های معزی و آنوریسم آئورت پاره‌شده، آپوپلکسی (سکته) گفته می‌شد، چرا که علم پزشکی پیشرفت نکرده بود و تفاوت اینها برای طبیبان مشخص نبود. از قرن ۱۴ تا قرن ۱۹ میلادی، به هرگونه مرگ فوری که به‌دنبال کاهش سریع هوشیاری رخ می‌داد، آپوپلکسی می‌گفتند. با آنکه قدمت علم پزشکی به دوران بقراط حکیم بازمی‌گردد، اما تا اواخر قرن نوزدهم میلادی، پزشکان اطلاع دقیقی از نحوهٔ کارکرد طبیعی بدن و چگونگی بروز امراض و علائمشان نداشتند.